# Trębacz chichotliwy
Trębacz chichotliwy, trębacz śmieszek (Herpetotheres cachinnans) – gatunek ptaka z rodziny sokołowatych (Falconidae), występujący w Ameryce od Meksyku do północnej Argentyny. Nie jest zagrożony wyginięciem.

## Systematyka i zasięg występowania
Trębacz chichotliwy jest jedynym przedstawicielem rodzaju Herpetotheres. Opisano 6 podgatunków H. cachinnans, ale obecnie (2021) wyróżnia się jedynie dwa:
- H. cachinnans cachinnans (Linnaeus, 1758) – Meksyk przez środkową i wschodnią Amerykę Południową do Paragwaju i północnej Argentyny.
- H. cachinnans fulvescens Chapman, 1915 – skrajnie wschodnia Panama i północno-zachodnia Kolumbia na południe do północno-zachodniego Peru.

Taksony chapmani, excubitor, queribundus i maestus włączono do podgatunku nominatywnego.

## Morfologia
Długość ciała 46–56 cm, rozpiętość skrzydeł 79–94 cm. Masa ciała: samce 565–685 g, samice 625–800 g.
Duża głowa i długi ogon. Ciemna maska i wierzch ciała kontrastują z kremową głową i kremowym spodem ciała. Na ciemnym ogonie widoczne białe paski.

## Ekologia i zachowanie
Środowisko
Przeważnie na nizinach, na terenach zadrzewionych i obrzeżach lasów. Również na otwartych terenach z rozproszonymi wysokimi drzewami – na sawannach czy nawet terenach rolniczych. Często bywa widywany w skupiskach drzew wzdłuż rzek, w pobliżu polan i ścieżek leśnych.
Tryb życia
Zwykle czatuje na eksponowanych gałęziach, często na wierzchołkach pojedynczych drzew. Lata wolno, prostoliniowo, na przemian lotem aktywnym i ślizgowym. 
Rozród
Zwykle gniazduje w naturalnej szczelinie drzewa lub pośród kępy epifitów, ale czasami u podstawy liści palmowych lub w starym gnieździe jastrzębia czy karakary. W niektórych rejonach Meksyku i Brazylii stwierdzono też gniazdowanie na klifach. W lęgu zwykle jedno, rzadziej dwa jaja, o białawej skorupce niemal w całości pokrytej czerwonawobrązowym i ciemnobrązowym plamkowaniem. Inkubacja w zależności od regionu trwa od 40 do 45 dni. Wysiadywaniem zajmuje się jedynie samica, zaś samiec dostarcza pożywienie zarówno w trakcie inkubacji, jak i na wczesnym etapie opieki nad pisklętami. Później karmieniem młodych zajmują się oboje rodzice. W Argentynie w dwóch zbadanych gniazdach młode opuściły je po 65 i 72 dniach. Podloty są zależne od rodziców jeszcze przez co najmniej dwa miesiące.
Pożywienie
Żywi się głównie wężami, ale zjada też jaszczurki, a czasami małe ssaki (w tym nietoperze), ptaki, ryby i duże owady (koniki polne), szczególnie w siedliskach zmodyfikowanych przez człowieka.
Głos
W razie niebezpieczeństwa wydaje chichoczące okrzyki. Samiec i samica w okolicach zmierzchu i świtu często nawołują się przez kilka minut, wydając głośne dźwięki przypominające śmiech, każdy ptak woła w innym tempie i rytmie. Od charakterystycznych głosów tych ptaków pochodzi ich nazwa zarówno polska, jak i angielska – laughing falcon.

## Status
Międzynarodowa Unia Ochrony Przyrody (IUCN) uznaje trębacza chichotliwego za gatunek najmniejszej troski (LC – least concern) nieprzerwanie od 1988 roku. W 2019 roku organizacja Partners in Flight szacowała, że liczebność światowej populacji mieści się w przedziale 0,5–5 milionów dorosłych osobników, a jej trend uznała za lekko spadkowy.